# Thức ăn Kosher

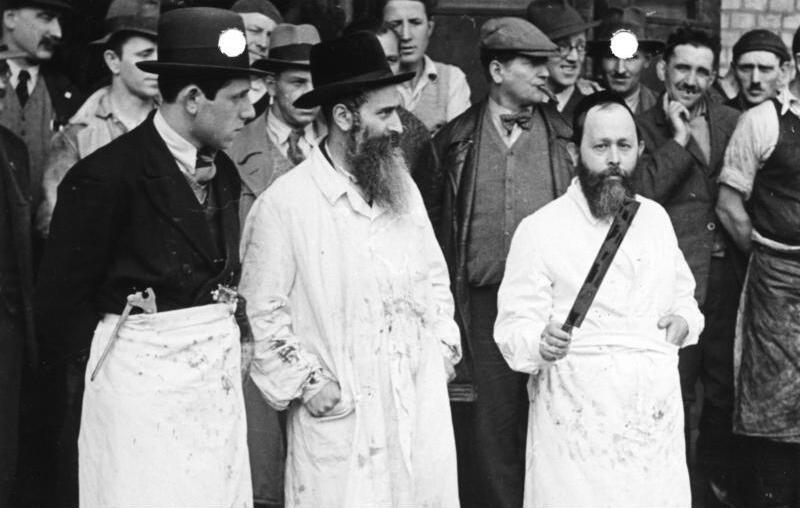
Đao phủ chặt thịt người Do Thái với loại dao đặc biệt để giết mổ thú vật theo chuẩn Kosher

Thức ăn Kosher (hay còn gọi là thực phẩm tốt sạch) là những ẩm thực món ăn và đồ ăn thức uống phù hợp với các quy định về luật ăn uống của người Do Thái gọi là kashrut (luật chế độ ăn uống Do Thái), xuất phát từ lề luật Do Thái trong sách Lê vi và Sách Đệ Nhị Luật. Thức phẩm có thể được tiêu thụ theo luật halakha (luật pháp Do Thái) được gọi là kosher ( /koʊʃər/) trong tiếng Anh, từ cách phát âm của người Do Thái Ashkenazi của thuật ngữ tiếng Hebrew là kashér (כָּשֵׁר,  /kɑːʃɛər/), nghĩa là "phù hợp" (trong ngữ cảnh này, phù hợp ở đây có nghĩa là phù hợp để tiêu dùng). Đồ ăn thức uống mà không phù hợp với luật pháp Do Thái được gọi là treif (tiếng Yid: טרײף,  /treɪf/, có nguồn gốc từ tiếng Hebrew: טְרֵפָה trāfáh) nghĩa là "bị xé rách."

## Động vật được phép ăn và bị cấm ăn

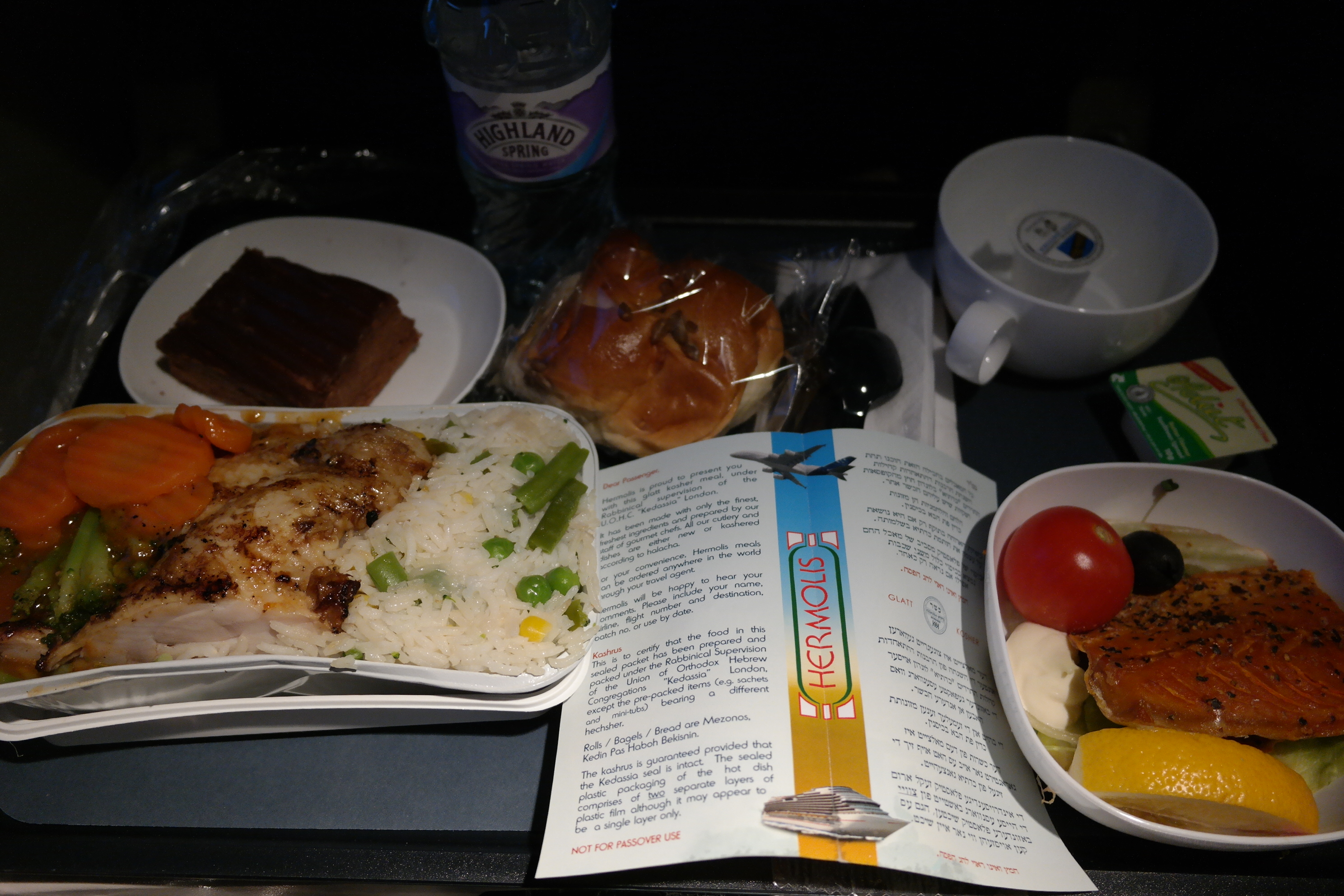
Thực phẩm Kosher trên máy bay của hãng hàng không Anh

Kinh thánh Torah của người Do Thái chỉ cho phép ăn động vật trên cạn đồng thời là động vật nhai lại và có móng chẻ. Bốn loại động vật được xác định cụ thể là bị cấm vì lý do này là Thỏ đồng, Bộ Đa man, lạc đà, và con heo – mặc dù con lạc đà thì có hai móng, và con Thỏ đồng và Bộ Đa man thuộc loại tiêu hóa lên men trong dạ dày (hindgut fermentation) hơn là Động vật nhai lại.
Thánh kinh Torah của người Do Thái liệt kê các sinh vật có cánh có thể không được ăn, chủ yếu là Chim săn mồi, con chim ăn cá, và con dơi. Thánh thư Torah cho phép ăn cá sống ở "trong nước" (biển và sông) mà phải có cả vây và cả vảy cá. Kinh thư Torah của người Do Thái cấm ăn những thứ bò trườn trên mặt đất (Hebrew: sheqets) và côn trùng có cánh  mà có tứ chân ngoại trừ những con côn trùng như: hai loại châu chấu, bọ cánh cứng / Dế mèn, và con cào cào.

## Thịt và Cá

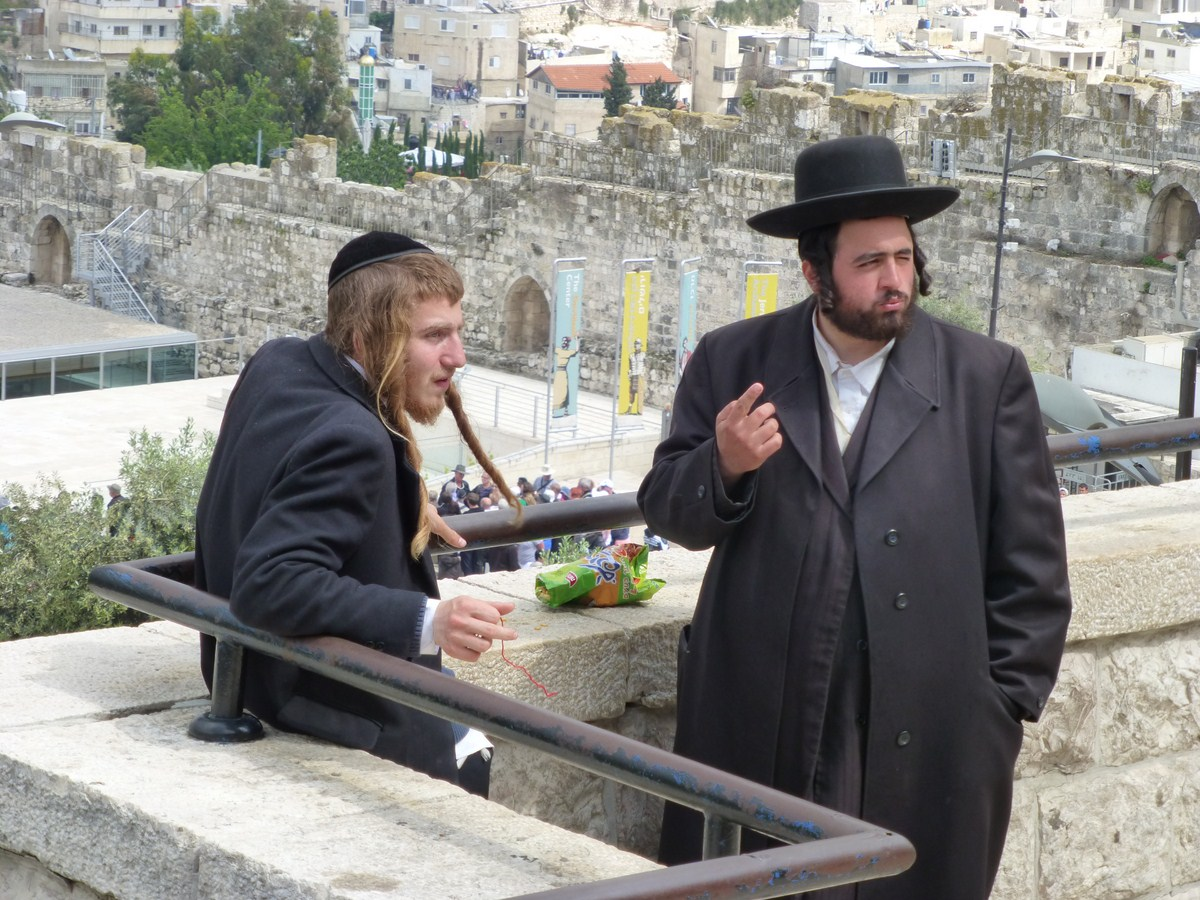
Hai thanh niên người Do Thái chính thống ở Jerusalem

Kinh thư Talmud và sư phụ Yoreh De'ah khuyên rằng ăn thịt mà ăn chung với thịt cá thì sẽ bị Tzaraath. Người Do Thái chính thống theo lề luật nghiêm túc thì họ sẽ kiêng kỵ để tránh kết hợp cả hai thịt và thịt cá. Còn người Do Thái bảo thủ thì tùy người, có người kiêng kị và cũng có người thì không kiêng kị.

## Trường hợp khẩn cấp

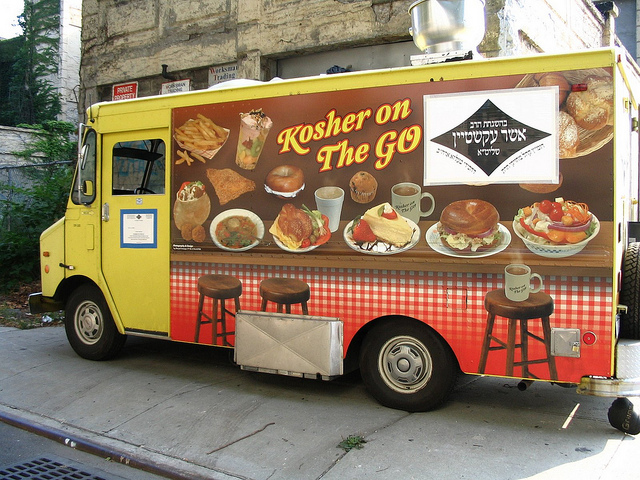
Xe buôn hàng rong bán đồ ăn Kosher

Lề luật chế độ ăn uống của người Do Thái có thể được phá lệ trong trường hợp khẩn cấp liên quan đến tính mạng khi sức khỏe con người đang trong tình trạng nguy hiểm. Ví dụ, người bệnh được cho phép ăn thực phẩm không phải là kosher nếu thực phẩm ấy cần thiết để phục hồi sức khỏe, hoặc khi một người nào đó sẽ chết đói nếu không tiêu thụ các loại thức phẩm không phải là thức ăn kosher.

## Thức ăn có tẩm độc
Vì những lý do rõ ràng chính đáng, Kinh thư Talmud của người Do Thái bổ sung thêm vào các quy định trong kinh thánh về một lệnh cấm tiêu thụ động vật có tẩm chất độc. Tương tự như vậy, sư phụ Yoreh De'ah cấm uống nước, nếu nước đó đã được để lại qua đêm và được phát hiện ở một khu vực có thể có con rắn, trên cơ sở một con rắn có thể đã để lại nọc độc nguy hiểm của nó trong nước. Ở khu vực không có bất cứ dấu hiệu gì đáng nghi ngờ về những chú rắn, thì không áp dụng lệnh cấm này (tosafos, beitzah 6a).

## Huyết canh
Một trong các lề luật chế độ ăn uống chính của Kinh thánh là cấm ăn máu vì "sự sống [đang] ở trong máu". Lệnh cấm kỵ và lý do này đã được liệt kê trong Luật Noahide. và hai lần trong sách Lêvi và trong Sách Đệ Nhị Luật. Do đó theo luật lệ ẩm thực Do Thái thì người Do Thái thực hành tôn giáo không ăn huyết canh hay tiết canh. Bộ Mã Tư Tế cũng cấm ăn một số loại chất béo nhất định (chelev) từ các động vật trên cạn được sử dụng để làm Động vật hiến tế (gia súc, cừu, dê), vì mỡ là phần thịt được dâng lên cho Thiên Chúa (bằng cách đốt mỡ trên bàn thờ).